# 機動戦士ガンダム U.C.0096 ラスト・サン
『機動戦士ガンダム U.C.0096 ラスト・サン』（MOBILE SUIT GUNDAM U.C.0096 LAST SUN）は、葛木ヒヨンによる日本の漫画作品。KADOKAWAのガンダムシリーズ専門誌『ガンダムエース』にて連載された。

## 概要
『機動戦士ガンダムUC』の「公式外伝」とされ、同作品の登場人物も一部登場し、同作品に関する事象に絡む部分もわずかにあるが、ストーリーは完全に独立している。また、漫画『機動戦士ガンダム U.C.0094 アクロス・ザ・スカイ』の続編でもあるが、主人公は代わっており（主人公と呼べる人物は3名）、『アクロス・ザ・スカイ』の主人公であるブレイア・リュードと彼の所属する「フレスベルク」隊は、本作品の冒頭および各巻末に少しずつ動向が描かれるだけで、本筋に絡んでくるのは最後の決戦のみである。
単行本第4巻に描きおろしによる短編「越天の宇宙で」が追加された。また『機動戦士ガンダムUC プリズマティック・モビルズ part2』の巻末に単行本未収録の短編「いつかサンが見る夢」が収録された。

## あらすじ
宇宙世紀0096年1月1日、サイド7のコロニーで一年戦争終戦記念式典がおこなわれる。式典に合わせ、ホワイトベースに似せて建造された多用途輸送艦「アンヴァル」には、地球から招待されたジュニア・スクールの生徒たちも乗っていた。式典に飽きた生徒のサン・プレースたちは会場を抜け出し、一般人立入禁止区画に迷い込む。そこで彼らはガンダムGファーストをはじめとする3機のモビルスーツ（MS）と、パイロットのジョリオン・デイたちに出会う。
一方、「袖付き」と呼ばれるネオ・ジオン残党軍に合流しようとするムサイ級軽巡洋艦「メイルメル」に乗るジオン軍残党は、アンヴァルを手土産として拿捕しようと狙う。コロニーを出港したアンヴァルへの襲撃が、メイルメルの艦内で生まれ育ったガンズ・ランの初陣となる。しかしそのタイミングは、ちょうど生徒たちが宇宙遊泳体験をしている最中であった。急いでスペース・ランチで避難するが、サンは命綱が外れてしまい宇宙に取り残されてしまう。戦闘の最中にサンの存在に気づいたガンズは彼を救助する。アンヴァルからはGファーストとキャノンガンが出撃し、メイルメルのMS隊を退けるが、突如金色のMS・ユニコーンガンダム3号機「フェネクス」が襲来、生徒たちの乗るランチを容赦なく撃墜するなど敵味方関係なく暴れまわる。Gファーストと交戦するフェネクスは「アンチェインド」状態に覚醒するが、GFタンクと合体して「流れ星」となったガンダムGファーストDXの前に機能を停止する。フェネクスは突然介入してきた新生「フレスベルク」隊によって回収される。
同じ頃、「袖付き」の拠点であるパラオで、「袖付き」との合流を希望するジオン軍残党が少なくないとの報告を受けたフル・フロンタルは、航宙貨物船ガランシェールの2番艦「ブランダムール」を母艦とする調査部隊の編成を命じる。その中には、2年前に連邦軍のレイヴン隊と合流し、初代フレスベルク隊とともに戦ったルガー・ルウも含まれていた。
中継によりアンヴァルらの戦闘を観ていたロック・ホーカーは、フェネクス出現の理由がそこにニュータイプの子供たちがいることにあると結論づけ、子供たちを「サンプル」として確保しようと画策する。アンヴァルはサイド7などでの民間人受け入れ要請は認められず、そのまま地球に帰還するよう通告を受ける。途中、ラビアンローズ級ドック艦で補給を受ける予定であったが、傭兵の襲撃を退けた直後に新生フレスベルク隊が再び介入、隊長のゼナイド・ギャルが搭乗するプロトタイプΖΖガンダムのハイ・メガ・キャノンによりラビアンローズ級は真っ二つにされる。ゼナイドはアンヴァルに民間人の保護を理由に同行を要求するが、艦長のダン・コルトンはこれを拒否、MS隊による目眩まし戦法により逃走に成功する。
数日後、追われる身となったアンヴァルは所属に関係なく艦船を受け入れるサイド1のコロニー「シャングリラ」に入港する。シャングリラではMSを使った非合法の賭け試合「バトレイヴ」がおこなわれていた。GFタンクの修理費を捻出しようと考えるサンたちは、かつて「ガンダム・チーム」の一員だったビーチャ・オーレグとエル・ビアンノに出会い、結託してGファーストとキャノンガンを盗み出し、バトレイヴに出場する。ジョリオンたちはGFタンクで会場に向かい、出場直前で強引に合体してGファーストDXになりコントロールを奪うが、そのまま試合が開始されてしまう。その対戦相手は、シャングリラのジャンク屋で見つけたザクIII改の購入代金を稼ぐために、その機体でバトレイヴに出場したガンズであった。
同じ頃、近傍の宙域ではブランダムール隊と新生フレスベルク隊との遭遇戦が勃発。ルガーはゼナイドと交戦の最中、自分と彼女が同じ遺伝子をもつ「クローン・ニュータイプ」であることを認識し、ゼナイドを説得して共感を得る。ロックはゼナイドを早々に見限り、「もう一人のゼナイド」が搭乗するザナドゥを送り込む。ゼナイドがシャングリラに空けた最小限の穴から宇宙に出たジョリオンたちとガンズも参戦するが、ザナドゥの圧倒的なパワーの前にGファーストとキャノンガンは球形コックピット・ブロックを奪われ、ジョリオンとエルたちは連れ去られる。
乱逆者の疑いが晴れたアンヴァルは地球に向かうが、メイルメルとブランダムールはジョリオンたちを奪還するため月の裏側にあるナイトロ研究施設を目指し、ダン、ビーチャに加えサンとゼナイドも同行する。迎撃するナイトロ隊と決戦になるが、ナイトロ隊にはナイトロに精神を侵され、フェネクスに搭乗するジョリオンもいた。強大な力をもつナイトロ隊にガンズたちは苦戦するが、イング・リュードの残留思念体の導きにより初代フレスベルク隊とレイヴン隊も参戦。フェネクスはガンズとルガーにより機能を停止、ザナドゥに搭乗するロックはブレイア・リュードのガンダムデルタカイによって倒され、ナイトロを巡る一連の事件に終止符を打つ。
時は流れ、宇宙世紀0105年。地球で一年戦争終戦25周年式典がおこなわれ、成長したサンと同級生たち、そしてガンズも会場に向かう。そこにはかつてアンヴァルに搭載されていた3機のMSと、アンヴァルの乗員が一堂に会していた。

## 登場人物

### 民間人
以下の人物はリンク先を参照。
- エル・ビアンノ
- チマッター
- ハロ
- ビーチャ・オーレグ

サン・プレース
Sun Place
本作品の主人公の一人。地球にあるバニロード・ジュニア・スクールの生徒。10歳。
いたずらっ子で、式典の「偉い人」の長い演説に飽き、その邪魔をしながら会場を抜け出す。その後の宇宙遊泳体験でも真っ先に飛び出すが、自分が大きくなったように感じおとなしくなり、「向こうからワクワクがやってくる」とその後の展開を肯定的に察知する。思い込みで善悪を判断するなと父親から教えられており、ジオン軍を「ワルイヤツ」と言うハロや、連邦軍を「冷酷」と言うガンズをたしなめる。
出撃したガンダムGファーストとキャノンガンのパイロットがジョリオンとゾーイであることを察知する、救出されたズオムのコックピットでキャノンガンの砲撃を察知し、自ら操縦桿を倒して回避する、フェネクスが自分を「睨んでる」と感じるなど、ニュータイプの兆候を多く見せる。
アンヴァルに帰還後も元気に走り回るが、実際には戦闘による軽いPTSD的症状を呈する。しかしジョリオンの励ましにより早期に立ち直る。
決戦の際は、ゾーイとともにGファーストDXのGFタンク側のコックピットに搭乗。宇宙世紀0105年の終戦25周年式典では、成長した姿を見せる。
ルーニ・ヘリオ
Luni Helio
サンのクラスメート。10歳。褐色の肌でアフロヘアー。
サンのいたずら仲間で、大人に怒られたときには嘘泣きが得意。意外と気が弱く、宇宙遊泳体験では「なんにもない」「ゾクゾクが止まらない」とその後の展開を否定的に察知する。陽気に振る舞っているが、同級生には「ネクラ」と看破されている。フェネクスの攻撃で行動不能になったランチの中で、亡くなったジョックの声を聞く。
バトレイヴでエル、ブルムとともにキャノンガンに搭乗した際には、ピンチの際にエルに的確な助言を与え、ニュータイプの片鱗を見せる。直後にコックピットごとザナドゥに連れ去られるが、決戦の際にレイヴン隊により無事救出される。終戦25周年式典では、成長した姿を見せる。
ブルム・ライラック
Bloom Lilac
サンのクラスメート。女性。10歳。
同じ年齢のクラスメートたちより身長が高く発育が早い。生真面目な性格で、いつもサンたちの尻拭いをさせられている。宇宙遊泳体験では「なんだかウズウズする」とその後の展開をわずかに察知する。フェネクスの攻撃で行動不能になったランチの中で、亡くなったマイラの声を聞く。
バトレイヴでエル、ルーニとともにキャノンガンに搭乗した際には、初めてにもかかわらずコックピットのパネルを操作し、逆転勝利に貢献する。直後にコックピットごとザナドゥに連れ去られるが、決戦の際にレイヴン隊により無事救出される。終戦25周年式典では、成長した姿を見せる。
リガ・フラット
バニロード・ジュニア・スクールの教師。女性。22歳。
やんちゃなサンたちに手を焼いており、もっぱらブルムに頼りっきりである。
ジョック、マイラ、サバン、ケニー
サンのクラスメートたち。宇宙遊泳体験のあとに彼らが乗ったスペース・ランチはフェネクスによって撃墜される。
ジョックはこうなることを予見しており、移動中のバスの中でサンたちに話している（サンにも見えている）。死ぬことについては「僕一人だけじゃないし」と達観しており、サンとの「格好いい流れ星を一緒に見つける」という約束（GファーストDXのこと）を守れることで満足している。
ラングレイ
バトレイヴの参加者で、アッグ武装型に搭乗し「穿孔石火」の異名をもつ。ガッシャと対戦し勝利する。
ダズ・バレル
バトレイヴの参加者で、ジム・キャノンをベースにした機体（キャノン砲は外され、右腕に量産型ガンキャノンの脚部が取り付けられている）に搭乗し「脚腕一発」の異名をもつ。陸戦型ジムと対戦し勝利する。

### 地球連邦軍
以下の人物はリンク先を参照。
- フランク・マック

以下の人物は「機動戦士ガンダムUC#登場人物」を参照。
- スリーアローズ
- ダニー・セケンド
- ドゥーエ・イスナーン

#### アンヴァル所属
アンヴァルは連邦地上軍所属である。
ジョリオン・デイ
Joleon Day
本作の主人公の一人。28歳、階級は中尉。ガンダムGファーストのパイロット。
地上基地では最高のMS操縦技能評価を獲得する。しかし宇宙での操縦については自信がないとダンに抗議するものの聞き入れられず、さらに長髪であったのをアムロ・レイに似せた短めのパーマ・ヘアーにされる。宇宙での初陣では上下の感覚がなく戸惑うが、フェネクスに対し共闘するエミコの助言を受け慣れてゆく。
GファーストDXでのザナドゥとの戦闘の際、コックピットごとザナドゥに持ち去られる（実際は、GFタンク側に乗っていたサンを狙ったものであった）。その後ロックによりナイトロの検体として精神を侵され、ナイトロ搭載のアームド・アーマーXCを装備したフェネクスに搭乗し、決戦でガンズたちと敵対する。彼らを認識できず、興奮状態で息も荒い。ガンズと連携するルガーにアームド・アーマーXCを破壊され絶叫し気絶、コックピットから救出される。その後は回復したようで、宇宙世紀0105年の終戦25周年記念式典にも姿を現す。その際もパーマ・ヘアーで、無精髭を生やしている。
ゾーイ・ヤンソン
Zoe Jansson
キャノンガンのパイロット。女性。25歳、階級は中尉。
ジョリオンとは地上基地からの同僚。戦闘の際には防眩用の眼鏡をかける。冷静に戦況を判断し、歴戦の猛者であるスキニーを接近戦で行動不能にするなど、パイロットとしての技量は高い。時折、ジョリオンの言動に対し照れて顔を赤らめることがある。寝ぼけることが多く、衣服がはだけた格好で人前に現れることも。
決戦の際はGファーストDXのGFタンク側に搭乗、ジョリオンに代わってGファースト側に搭乗するガンズをサポートする。終戦25周年記念式典にもジョリオンとともに参加。
ダン・コルトン
アンヴァルの艦長。52歳、階級は大佐。口髭を生やしている。
冷静に戦況を把握するが、フェネクス襲来の際には自らGFタンクに搭乗するなど行動派。また、子供たちの「勘」による進言を素直に聞き入れる度量ももつ。
決戦の際にはアンヴァルをランディに任せてメイルメルに乗艦。終戦25周年記念式典には姿が見えない。
ランディ・ホーキンス
アンヴァルの副長。39歳、階級は少佐。眼鏡をかけている。
今は戦争でないため、戦う力さえ削げば命まで奪う必要はないとの考えをもち、勝敗の決したゾーイとスキニーの戦闘を中止させる。また、大胆な作戦を艦長に進言することもあり、艦長の信頼も厚い。
アンヴァルの地球帰還の際にはダンたちの武運を祈りつつ、艦長代理の責務を果たす。終戦25周年記念式典にも参加。
『機動戦士ガンダムF90 ファステストフォーミュラ』では、0115年に特殊部隊「ファステストフォーミュラ (FF)」の母艦であるスペース・アーク級巡洋艦「フェア・レディ」の艦長になっている。階級は大佐、59歳。旧ジオン系勢力に力を与えている何者かの存在に感づいており、FFはそれを断ち切ることができる力であると信じて指揮にあたっている。0116年には損傷したフェア・レディに代わってFFの母艦となるカイラム級戦艦「エイジャックス」の艦長も引き続き務める。
ワレリー・シュトロゼック
アンヴァルの整備長。55歳、階級は曹長。
ダンとは敬語を使わずに会話し、常に彼の連絡を受ける前に命令を先回りでおこなう。ミノル・ポップは「俺の弟子みたいなもんだ」とのこと。最初の戦闘終了後ジョリオンに、実戦に巻き込まれた幼いサンに会いに行くよう促す。
シャングリラ入港直後以降は登場しないが、終戦25周年記念式典には参加している。

#### 初代フレスベルク隊・レイヴン隊
リンク先を参照。
- フレスベルク隊
- レイヴン隊

#### 新生フレスベルク隊
ロック・ホーカー大佐麾下の連邦宇宙軍所属の特殊介入部隊。隊長機のほかはカスタム・タイプのジェガン6機で構成される。隊長のゼナイドによれば、初代フレスベルク隊は「忌々しい過去の汚点」であり、新生フレスベルク隊は「その穢れた名を祓い清めるために在る」とのこと。
ゼナイド・ギャル
隊長で、プロトタイプΖΖガンダム（ナイトロ搭載型）に搭乗。女性。18歳、階級は少尉。
ナイトロの影響で他人の言動に対して「苛つく」ことが多く、その苛立ちを味方であるラビアンローズ級ドック艦にぶつけて撃沈したりもする。一方でアンヴァルに乗る民間人の安全を優先し、特に子供たちに対しては「友達になれるかもしれない」と期待する。
その実体はネオ・ジオン軍が開発した「クローン・ニュータイプ」の一人であるが、肉体は強化されているものの感応波は著しく低く「失敗作」とされる。しかしナイトロの検体としては最適であり、彼女はナイトロが失敗作である自分に生きる理由を与えてくれたとして感謝している。同じ遺伝子をもつクローン・ニュータイプでありながら数少ない成功例であるブランダムール隊のルガー・ルウに対して、ロックに自分たちのことを知らない「非道い奴」と教えこまれており、嫉妬心もむき出しにして襲いかかるが、ルガーの説得に次第に共感してゆく。「もう一人のゼナイド」がシャングリラを破壊しようとする際、ルガーの導きによるものの自らの意志で先手を打ち、ナイトロに頼る必要がないことを悟る。
その後はブランダムール隊に寝返るが、初代フレスベルク隊が合流した際にルガーが「真のフレスベルク隊」と呼んだことに対しては少しムッとしている。宇宙世紀0105年でも健在。
ミクロス
顔ははっきりと確認できないがまだ子供らしく、言動が幼稚で口が悪い。フェネクス確保の際のほかのメンバーも同様だが、ラビアンローズ級に同行するもう一人は調子に乗るミクロスをなだめる。
ゼナイドが寝返ったあとの去就は不明。

#### ナイトロ隊
ロックが最後まで温存していた部隊。ザナドゥを指揮官機とし、多数の量産型サイコ・ガンダム（少なくとも10機）を従え、さらにジョリオンをパイロットとするフェネクスも加わる。決戦の際には「連携戦闘術試験」と称して「予測された混成機動強襲部隊」と交戦する。
以下の人物はリンク先を参照。
- ロック・ホーカー

もう一人のゼナイド
ゼナイド・ギャル（以降「一人目のゼナイド」）およびルガー・ルウと同じ遺伝子をもつクローン・ニュータイプ。プルシリーズとは異なり個体別の名称は付けられておらず、彼女の名前も「ゼナイド・ギャル」である。一人目のゼナイドが濃い髪色なのに対し、彼女のは明るい。
冷徹な性格で、ロックの命令を忠実に遂行し、彼にほめられることを喜びとする。一人目のゼナイドを「ルガー・ルウへの興味が強すぎて本分を見失った稚拙な個体」と見下す。ザナドゥに搭乗し、サンたちを確保するためにシャングリラを破壊しようとするが一人目のゼナイドに先手を取られる。その後、サン以外の子供たちを確保して去る。
決戦ではロックがザナドゥのナイトロ・ユニット側に搭乗するが、その際に彼女はほぼユニットの一部と化しており、言葉は発せず目を細めて歯をカチカチと鳴らすのみである。ガンズによりナイトロ・ユニットを切り離されたあと、一人目のゼナイドによって救出され、宇宙世紀0105年には元気な姿を見せている。

### ジオン軍残党

#### メイルメル所属
ガンズ・ラン
Guns Run
本作の主人公の一人。褐色の肌をもつ。15歳。ズオム2番機に搭乗。
メイルメルの艦内で生を受け、乗員すべてから可愛がられている。両親は不明。「袖付き」との合流も彼の希望であり、専守防衛のみで生き延びてきたメイルメルで彼の人生を終わらせる訳にはいかないという乗員の理解によるものでもある。初陣ではサンを救助するが、結局戦闘には参加せずに終わる。
シャングリラで、ジャンク屋で売られているザクIIIを気に入る。メイルメルにはそれを買い取る金はないが、ジャンク屋の主人はこの機体でバトレイヴに出場し稼ぐことを提案する。バトレイヴではジョリオンたちのGファーストDXと対戦することになり、試合ではあるもののジョリオンと互角に渡り合う。GファーストDXにサンが乗っていることを察知し、またシャングリラに迫り来るザナドゥの「圧」を感じ、試合から次第に本気の戦いになってゆくなど、ニュータイプの兆候を見せる。
決戦ではジョリオンに代わってGファーストDXに搭乗し、フェネクスとの交戦の際には隠されていたサイコフレームを発動させる。終戦25周年式典には成長した姿を見せる。
エミコ・ジェラード
Emiko Gerrard
メイルメルの指揮を司る。女性。59歳。ズオム1番機に搭乗。
年齢よりかなり若い容貌。「アメとムチ」で相手を追い込んでいくのが好き。またエージスからは「戦いが絡むとトゲのあるキャラクターに変貌」すると指摘される。語尾にシーマ・ガラハウのように「～さね」と付けるのが口癖。
一年戦争末期のア・バオア・クー防衛戦ではパーソナル・カラーのザクII F型に搭乗し、「地獄のような声」を発しながら次々と敵機を撃墜し、連邦軍兵士から「青銅の怨声」の異名でおそれられる。しかしその「声」はスピーカーのノイズによるものであり、そのために男性と間違われている。
MSで武器を携行することを嫌い、ダーマックに運ばせている。フェネクスとの戦闘ではズオムの頭部と左腕を破壊されるが、その後もそのままで運用する（戦闘には参加しない）。宇宙世紀0105年でも健在。
リベット・アッカー
Rivet Acker
63歳。細長い口髭を生やす。折りたたみ式の長い柄のヒート・ホーク「フォールディング・ホーク」を装備するザクIIに搭乗。
少々口数が多く、エミコに叱られることも。アンヴァル奪取の初手として、ミノフスキー粒子を散布してすぐに護衛艦のアイリッシュ級「オアシス」のブリッジに肉薄する。ガンダムGファーストとの交戦で右腕を失いつつ撤退する。その後は戦闘には参加しない。宇宙世紀0105年でも健在。
スキニー・トンベル
Skinny Tombel
61歳。白髪に白い顎髭を生やす。右前腕にアーム・マシンガンを内蔵したザクIIに搭乗。
初陣のガンズをサポートするが、アンヴァルのハッチが開いたため先手を打とうとするも返り討ちにあい頭部を小破。ひるまずに攻撃を続けるが、キャノンガンとの接近戦で左肩と右脚を損傷、ダーマックの助けを借り撤退する。その後は戦闘には参加しない。宇宙世紀0105年でも健在。
ダーマック・バーロウ
Darmac Barlow
57歳。頭に傷をもつ。
両肩にシールドを装備したザクIに搭乗し、エミコのMSに武器を運ぶ。戦闘には参加しない。シャングリラでメイルメルの一行を乗せた車を運転し、宇宙世紀0105年には地球でバスの運転手をしている。
エージス・ソートン
メカニック担当。73歳。「エー爺（さん）」と呼ばれる。
ズオムの開発・製造も担当しているが、エミコからは「趣味のお手製機体」と言われる。電装系には弱く、エミコを「青銅の怨声」たらしめる要因を作っている。MSのパーツは精度はいいが骨董品のような旧規格にこだわり、エミコやジャンク屋の主人からコスト管理の悪さを指摘される。宇宙世紀0105年でも健在。
レゾ
老人の一人。いつも寝ぼけてトイレのある方向を間違え、ガンズに誘導される。
ハンナ
老人の一人。女性。厨房担当で、彼女の作るビーフシチューが人気。
タシ
老人の一人。

#### ブランダムール隊
以下の人物はリンク先を参照。
- ゴティ・ハヤミ
- ルガー・ルウ
- ワークラッハ・バナム

タマキ・エトール
女性。15歳、階級は准尉。ガルスJに搭乗。
まだ若いが、ルガーから「腕は確か」と評される。大人にも物怖じしない生意気な性格。批判されると激昂しやすく、その際には「むっきょおおらあああ──!?」が口癖。ジャッキーに一目惚れするが、女性と知って落ち込む。
生真面目なワークラッハ・バナムの言動をからかって楽しんでいるが、宇宙世紀0105年には彼との間に2人の子供をもうけている。
シヅカ・エトール
タマキの母。32歳、階級は少尉。ガルスKに搭乗。
彼女もルガーから「腕は確か」と評される。おっとりした性格で、「あらあら」が口癖。宇宙世紀0105年でも健在。
ジャッキー・ジェノ
女性。24歳、階級は曹長。愛称は「JK」。
ゲルググ・タイプで揃えられた傭兵部隊に所属し、ゲルググJに搭乗する。
ロックの依頼により、ラビアンローズ級ドック艦を襲撃するが、部隊は全滅し彼女だけが生き残る。その後、連邦軍部隊と交戦しているところをブランダムール隊により救出される。
ブランダムールでは、当初は男性と間違われる。また「ジオンの人間ではない」とのこと。いつ裏切るか分からない傭兵である自分を拘束せず、さらにMSパイロットとして徴用しようとするといったブランダムール隊の自由な雰囲気に最初は戸惑う。
ゲルググJはブランダムールで修理されるが出撃の機会はなく、決戦ではゼナイドのプロトタイプΖΖガンダムのBパーツに当たるGベースゼロに搭乗する。

#### その他「袖付き」
以下の人物はリンク先を参照。
- バト・パンセリノス
- マリーダ・クルス

以下の人物は「機動戦士ガンダムUC#登場人物」を参照。
- アヴリル・ゼック
- ザミュ・サミュ
- ジェトロ・ロイド
- スベロア・ジンネマン
- スポッター・シス
- ゼクスト・アーデ
- セルジ・ヘルファー
- ビランチャ・ベーア
- フル・フロンタル
- ペンプティ・ラス

## 登場兵器

### 地球連邦軍
アンヴァル
- RIX-001 ガンダムGファースト
- RIX-003 キャノンガン
- RIX-00PT GFタンク
- アンヴァル

初代フレスベルク隊・レイヴン隊
- FA-007GIII フルアーマーガンダムMk-III
- FA-100S フルアーマー百式改
- MSN-001A1 デルタプラス
- MSN-001X ガンダムデルタカイ
- RGM-89D ジェガンD型
- RGM-89S スタークジェガン
- RGM-90 ジェガン重装型

新生フレスベルク隊
- MSZ-009BX プロトタイプΖΖガンダム（ナイトロ搭載型）
- RGM-89 ジェガン（フレスベルク隊所属機）

ナイトロ隊
- MRX-007X ザナドゥ
- MRX-011 量産型サイコ・ガンダム
- RX-0 ユニコーンガンダム3号機「フェネクス」

その他地球連邦軍
- RGM-86R ジムIII
- RGM-89DEW EWACジェガン
- RGZ-95 リゼル
- 94式ベースジャバー
- アイリッシュ級戦艦「オアシス」ほか
- ラビアンローズ級ドック艦
- クラップ級巡洋艦

### ジオン軍残党
はぐれ残党
- AMX-009 ドライセン
- AMX-107 バウ

メイルメル
- MS-05B ザクI
- MS-06F ザクII
- ATMS-09R ズオム
- AMX-011 ザクIII
- ムサイ級軽巡洋艦「メイルメル」

ブランダムール隊
- AMX-014 ドーベン・ウルフ
- AMX-101 ガルスJ
- AMX-101K ガルスK
- AMX-107R リバウ
- ガランシェール級2番艦「ブランダムール」

その他「袖付き」
- MS-06W 作業用ザク
- AMX-101E シュツルム・ガルス
- AMS-129 ギラ・ズール（親衛隊仕様機）

### 傭兵
- MS-14A ゲルググ
- MS-14BR 高機動型ゲルググR型
- MS-14C ゲルググキャノン
- MS-14J リゲルグ
- MS-14JG ゲルググJ
- MS-14M ゲルググM

### 民間
バトレイヴ
- RX-77-2 ガンキャノン
- RGM-79[G] 陸戦型ジム
- RGC-80 ジム・キャノン（改修型）
- EMS-05 アッグ
- MS-13 ガッシャ

## 単行本
1. 2015年6月26日刊行 ISBN 978-4-04-103138-4
2. 2015年10月26日刊行 ISBN 978-4-04-103777-5
3. 2016年2月26日刊行 ISBN 978-4-04-103931-1
4. 2016年7月26日刊行 ISBN 978-4-04-104546-6
5. 2017年1月26日刊行 ISBN 978-4-04-105236-5
6. 2017年7月26日刊行 ISBN 978-4-04-105781-0

- 『機動戦士ガンダムUC プリズマティック・モビルズ part2』2016年7月26日刊行

「いつかサンが見る夢」を収録。